# Lago Åsunden
Åsunden é um lago da Suécia, localizado na província de Västergötland, banhando as comunas de Ulricehamn, Borås e Tranemo. Tem área de 34 quilômetros quadrados e é atravessado pelo rio Ätran. É conhecido por ter sido o local da batalha de Bogesund em 1520.